# Deois schach
Deois schach är en insektsart som först beskrevs av Fabricius 1787.  Deois schach ingår i släktet Deois och familjen spottstritar. Inga underarter finns listade i Catalogue of Life.